# Åshild Bruun-Gundersen

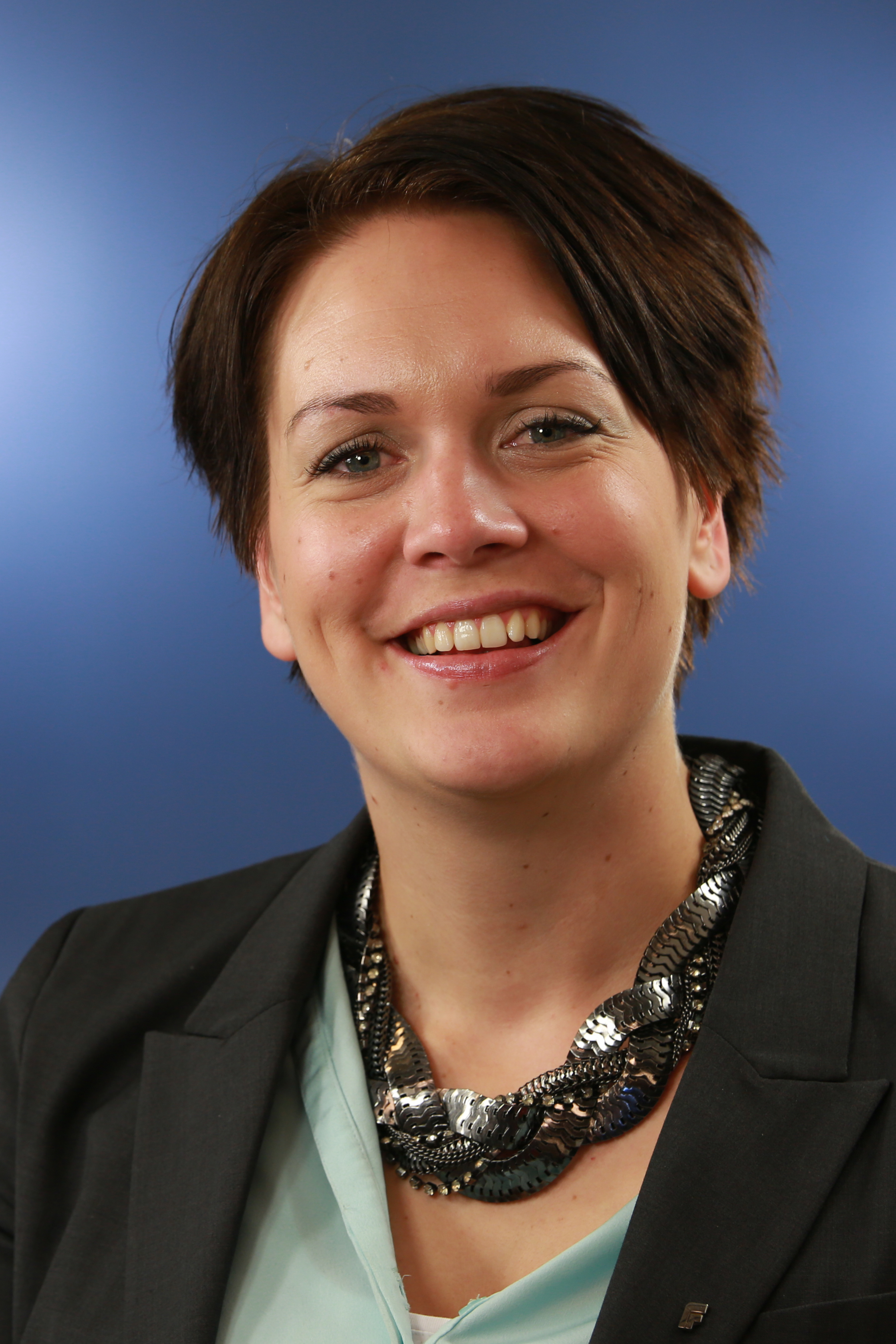
Åshild Bruun-Gundersen, 2015

Åshild Bruun-Gundersen (* 26. November 1986 in Hisøy, Kommune Arendal) ist eine norwegische Politikerin der rechten Fremskrittspartiet (FrP). Von 2017 bis 2021 war sie Abgeordnete im Storting.

## Leben
Nach dem Abschluss der weiterführenden Schule studierte Bruun-Gundersen ab 2006 an der Universität Agder. Im Jahr 2010 schloss sie ihr Studium als Ingenieurin ab. Anschließend begann sie bei der norwegischen Baubehörde Statens vegvesen zu arbeiten. Von 2016 bis 2017 war sie schließlich beim staatlichen Straßenbauunternehmen Nye Veier als Ingenieurin angestellt. Bruun-Gundersen saß von 2007 bis 2011 sowie erneut von 2015 bis 2019 im Stadtrat von Arendal. In der Legislaturperiode zwischen 2015 und 2019 war sie zudem Abgeordnete im Fylkesting der damaligen Provinz Aust-Agder. Dabei war sie die Fraktionsvorsitzende der Fremskrittspartiet-Gruppierung im Fylkesting.
Bei der Parlamentswahl 2009 verpasste Bruun-Gundersen den Einzug ins norwegische Nationalparlament Storting. Sie wurde daraufhin Vararepresentantin, also Ersatzabgeordnete. Schließlich zog sie bei der Parlamentswahl 2017 erstmals ins Parlament ein, wo sie den Wahlkreis Aust-Agder vertrat. Zunächst war sie Mitglied im Bildungs- und Forschungsausschuss, sie wechselte allerdings im September 2018 in den Gesundheits- und Fürsorgeausschuss. Im Februar 2021 wechselte sie erneut während der Legislaturperiode den Ausschuss und sie wurde Mitglied im Transport- und Kommunikationsausschuss. Im Vorlauf der Wahl 2021 verlor Bruun-Gundersen in ihrem Wahlkreis Aust-Agder die Kampfabstimmung um den ersten Platz auf der FrP-Wahlliste gegen Marius Nilsen. Sie erhielt damit keinen Platz auf der Liste und schied in der Folge im Herbst 2021 aus dem Parlament aus.

## Positionen
Im Mai 2020 gehörte Bruun-Gundersen als gesundheitspolitische Sprecherin ihrer Partei zu den führenden Befürwortern eines neuen Biotechnologiegesetzes. Dieses sollte Eizellspende legalisieren und alleinstehenden Frauen erlauben, durch künstliche Befruchtung schwanger zu werden. Im Gesetzesentwurf enthalten war auch die Legalisierung Nicht-invasiver Pränataltests. Das Gesetz wurde schließlich am 26. Mai 2020 so vom Storting verabschiedet.